# WDC 65C816
W65C816 (يعرف أيضًا بـ 65C816 أو 65816) هو معالج دقيق (MPU) 16 بت طورته شركةWestern Design Center (WDC). والمعالج الدقيق W65C816S هو إصدار مُحسّن من المعالج الدقيق 65C02 8 بت الذي تصدره الشركة، كما يمثل ذاته تعزيز سيموس (CMOS) للمعالج الدقيق الجدير بالاحترام 6502 NMOS الذي تنتجه شركة MOS Technology. ويأتي الرقم 65 الوارد في تسمية الجزء من وضع التوافق 65C02 الخاص به، ويشير الرقم 816 إلى احتواء المعالج الدقيق على أحجام سجلات 8 بت و16 بت.
وبالإضافة إلى توفر سجلات 16 بت، يتميز المعالج الدقيق W65C816S بعنوان ذاكرة موسعة حتى 24 بت، مع دعم يصل إلى 16 ميجابايت من ذاكرة الوصول العشوائي ومجموعات تعليمات محسّنة ومؤشر مكدّس 16 بت، فضلاً عن العديد من الإشارات الكهربائية الجديدة للإدارة المحسّنة لأجهزة النظام.
ويبدأ المعالج الدقيق W65C816S في الاستبداء في «وضع محاكاة»، مما يعني أنه سيعمل بالأساس مثل 65C02. وبعد الاستبداء، قد يتحول المعالج الدقيق W65C816S إلى «الوضع الأصلي» بتسلسل من أمرين، مما يؤدي إلى تمكينه كافة الميزات المُحسّنة، وفوق ذلك لا يزال يحافظ على درجة كبيرة من التوافقية مع الإصدارات الأقدم مع معظم برامج 65C02. ومع ذلك، وعلى النقيض من الإصدار PDIP40 من 65C02، الذي يعد بديلاً متوافق السنون لسلفه NMOS، فإن PDIP40 W65C816S (المبين هنا في الرسم) لا يعد بديلاً.

## لمحة تاريخية

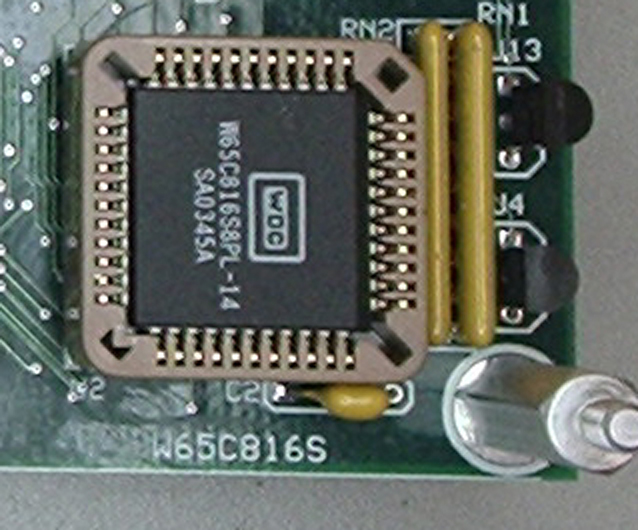
المعالج الدقيق W65C816S في حزمة PLCC-44 الموضح في المقبس على كمبيوتر أحادي اللوحة.

بدأ تطوير المعالج الدقيق W65C816S في 1982 بعد إجراء بيل مينش، مؤسس شركة WDC وكبير الإداريين التنفيذيين بها، مشاورات مع شركة أبل بشأن إصدار جديد من فئة الحاسبات الشخصية أبل II. وترغب شركة أبل في الحصول على معالج دقيق قد يعد برنامجًا متوافقًا مع 65C02 المستخدم بعد ذلك في أجهزة أبل IIC، ولكن مع القدرة على معالجة المزيد من الذاكرة وتحميل وتخزين كلمات 16 بت. ونتج عن ذلك إنتاج المعالج الدقيق 65C816، الذي تم إنجازه في مارس من عام 1984، مع تقديم عينات لكل من شركة أبل وشركة آتاري. وقامت شركة أبل بعد ذلك بدمج المعالج الدقيق 65C816 في أجهزة الكمبيوتر أبل IIGS. وقدمت أخت مينش كاترين التي كانت تضطلع بمهمة التخطيط المساعدة له خلال عملية التصميم.
وفي تسعينيات القرن العشرين، تم تحويل 65C816 (كذلك 65C02 السابق) إلى أساس ثابت بشكل كامل، مما جعل من الممكن إيقاف ساعة المعالج بشكل كامل دون فقد البيانات في أي سجل من السجلات. وقد مكنتنا هذه الميزة، إضافة إلى استخدام ذاكرة الوصول العشوائي الساكنة غير المتزامنة، من إنتاج تصاميم استخدمت أقل طاقة عندما يكون الحاسب في وضع الاستعداد.
وقد قدمت كل من شركة GTE وسانيو وشركات أخرى التصميم الأساسي لـ 65816 كمصدر ثان اعتبارًا من فترة منتصف إلى أواخر ثمانينيات القرن العشرين ومطلع تسعينيات القرن العشرين. وبحلول عام 2010، قدمت شركة WDC المعالج الدقيق W65C816S في حزمة PDIP (الحزمة المضمنة المزدوجة) أو PLCC44 (الشريحة المغلفة بالبلاستيك المدعم بالرصاص) 40 سن، وكذلك أساسًا لدمج ASIC (دوائر التطبيقات التكاملية المعيّنة) (على سبيل المثال فئة W55V9x من الدوائر المتكاملة للتعليم الترفيهي بأجهزة التلفزيون التي تنتجها شركة وين بوند). وتعمل شركة WDC، التي تعد في ذاتها شركة أشباه موصلات غير مصنعة، مع العديد من الشركات المصنعة لإنتاج المعالج الدقيق W65C816S، وكذلك المنتجات المتوافقة الأخرى.
وقد قدمت شركة WDC في السابق شكلاً مختلفًا متوافق السنون للحزمة 65(C)02 PDIP40 من المعالج الدقيق W65C816S يُشار إليه بـ 65C802. وكان 65C802 متوافقًا تمامًا مع 65C02 في كافة الجوانب، ولكن يمكن إدخال تعديلات عليه ليعمل مثل 65C816 عند الرغبة في ذلك (بما في ذلك استخدام سجلات 16 بت). وقام بإنتاج المعالج الدقيق 65C802 كل من شركة WDC وGTE خلال فترة منتصف إلى أواخر ثمانينيات القرن العشرين ومطلع تسعينيات القرن العشرين. وكانت الشركات المصنعة للأجهزة تستخدم عادة عندما تقوم بتصميم أي مشروع من الألف إلى الياء المعالج الدقيق 65C816 بدلاً من 65C802، مما أدى إلى سحب المعالج الدقيق الأخير من الإنتاج.

## المزايا
- تصميم CMOS ساكن بشكل كامل للحصول على استهلاك أقل للطاقة (300 µA في 1 ميجاهرتز) ومناعة متزايدة ضد التشويش.
- نطاق كبير للجهد الكهربائي للتشغيل: 1.8 فولت ± 5%، 2.5 فولت ± 5%، 3.0 فولت ± 5%، 3.3 فولت ± 10%، 5.0 فولت ± 5% للاستخدام مع الأجهزة الطرفية مختلفة الجهد الكهربائي.
- نطاق تردد تشغيل كبير.
- يتيح وضع المحاكاة توافق البرنامج الكامل مع 65C02، باستثناء أكواد العملية غير الموثقة.
- يوفر عنوان الذاكرة 24 بت الوصول إلى 16 ميجابايت من مساحة الذاكرة.
- وحدة حساب ومنطق ومركم ومؤشر مكدّس وسجلات دليلية 16 بت.
- إخراجات عنوان بيانات صالح (VDA) وعنوان برنامج صالح (VPA) للخابية المزدوجة وتطبيق الوصول المباشر للذاكرة الخاص بسرقة الحلقات.
- إخراج سحب المتجه (VPB) للإشارة إلى وقت معالجة متجه المقاطعة.
- يدعم إحباط الإدخال (ABORTB) والمتجه ذي الصلة إصلاحات المعالج لحالات الخطأ في الناقل، مثل انتهاكات الوصول إلى الذاكرة.
- يسمح البرنامج المنفصل وسجلات بنك البيانات بتجزئة البرنامج أو العنونة الأحادية 16 ميجابايت (البيانات فقط).
- يوفر السجل المباشر والعنونة النسبية للمكدّس قدرة برمجة متعددة الدخول ومستدعاة ذاتيًا وقابلة للنقل.
- 24 وضع للعنونة - 13 وضع أصلي لـ 6502 مع 92 من التعليمات باستخدام 256 كود عملية، بما في ذلك معظم أكواد العمليات الجديدة المطبقة في 65C02.
- تُحِد تعليمات انتظار التوقف (WAI) وإيقاف الساعة (STP) بشكل إضافي من استهلاك الطاقة وتقلل من كمون التوقف وتسمح بالمزامنة مع الأحداث الخارجية.
- تدعم تعليمات المعالج المشترك (COP) مع المتجه ذي الصلة تكوينات المعالجات المشتركة، على سبيل المثال معالجات النقاط العائمة
- تعليمات «الهروب» المحفوظة (WDM) لأكواد العمليات المستقبلية ثنائية البايت وارتباط بالتصاميم المستقبلية. وتمثل WDM الأحرف الأولى لمؤسس الشركة ويليم دي. مينش.
- تعليمات نقل الكتلة، التي تسمح بالنسخ السريع لهياكل البيانات من إحدى مناطق ذاكرة الوصول العشوائي (رام) إلى منطقة أخرى مع استخدام أدنى كود.

## تطبيقات جديرة بالذكر
- Acorn Communicator
- Apple IIGS
- الكمبيوتر القابل لإعادة التكوين C-One (بطاقة وحدة معالجة مركزية /رام قياسية)
- سوبر نينتندو إنترتينمنت سيستم (إصدار مخصص من وحدة المعالجة المركزية، يعرف بـ 5A22)

عدد من ألعاب SNES المضمّنة في Nintendo SA-1، إصدار تمت ترقيته من المعالج الدقيق W65C816S.
- SuperCPU، ترقية لـ Commodore 64.[1]